# Rhyacophila jenniferae
Rhyacophila jenniferae là một loài Trichoptera trong họ Rhyacophilidae. Chúng phân bố ở miền Tân bắc.